# Цно
Цно (біл. Цно) — озеро в Браславському районі Вітебської області на півночі Білорусі. Розташоване за 1,5 км на схід від м. Браслав.
Озеро розташоване у басейні річки Друйка, яка протікає через озеро. Площа озера становить 0,57 км². Озеро належить до неглибоких водойм. Найбільша глибина озера — 2,9 м. Довжина — 1,1 км, найбільша ширина — 0,85 км. Довжина берегової лінії — 3,7 км. Об'єм води в озері складає 0,74 млн м³, площа водозбору озера — 452 км².
Схили котловини озера мають висоту 6-10 метрів. Схили у нижній частині — розорані, у верхній — зайняті суходільними лугом та лісом. Береги озера низькі. Дно озера сапропельне, біля місця впадіння Друйки — піщано-мульне.
На озері розташований острів площею 0,011 км².
Озеро сильно заростає.
Тут проходить туристичний маршрут.